# Bădești (gmina Pietroșani)
Bădeștiⓘ – wieś w Rumunii, w okręgu Ardżesz, w gminie Pietroșani. W 2011 roku liczyła 1569 mieszkańców.